# ルイージ・アメデーオ・ディ・サヴォイア＝アオスタ
ルイージ・アメデーオ・ジュゼッペ・マリーア・フェルディナンド・フランチェスコ・ディ・サヴォイア＝アオスタ（Luigi Amedeo Giuseppe Maria Ferdinando Francesco di Savoia-Aosta, 1873年1月29日 - 1933年3月18日）は、イタリアの王族で登山家、探検家である。アブルッツィ公（Duca degli Abruzzi, ドゥーカ・デリ・アブルッツィ）の儀礼称号で知られる。
イタリア海軍のルイージ・ディ・サヴォイア・ドゥーカ・デッリ・アブルッツィ級軽巡洋艦の名は、このアブルッツィ公ルイージから採られた。

## 略歴
1873年1月29日に、イタリア王ヴィットーリオ・エマヌエーレ2世の次男であるスペイン王アマデオ1世と、その最初の妻マリーア・ヴィットーリア・ダル・ポッツォ・デッラ・チステルナの息子として、スペインのマドリードで生まれる。アマデオ1世はルイージの誕生の2週間後に退位し、のちルイージら妻子と共にイタリアへ帰国している。
1897年7月31日に、北アメリカ大陸北西部にある、セイントイライアス山（標高5,489m）に初めて登頂した人物となる。また、この時付近の山に自身の競技用ヨットの名称を与えたことで、以降その山はボナ山と呼ばれるようになった。さらにこの時ルカニア山の命名も行った。1899年から1900年にかけては、北極付近への冒険旅行を行った。
1901年には、セイントイライアス山の登頂と、ステラ・ポラーレ号による北極圏航海の業績に対して、王立地理学会から金メダル（創立者メダル）を贈られた。
1906年に、ウガンダとコンゴの国境にある、標高5,109mのルウェンゾリ山（月の山）に初めて登頂した人物となる。1909年にはK2の登頂に挑戦したが、結局標高6250mに達したところで登頂は断念せざるを得なかった。ただし、この時ルイージが用いた登山ルートは今日「アブルッツィ稜」と呼ばれ、K2を登る標準的なルートとなっており、ルイージはその予備調査（偵察）を行った人物として今日では知られている。K2断念後は近くにあるチョゴリザ峰に転進して、山頂150メートル下の標高7500mまで到達、当時の登山における最高高度記録を作った。
1933年3月18日、ソマリアの今日ではモガディシュとして知られている町の近くにあるジョハール（Ghiohàr）で客死した。